# فوخلن‌زانگ
فوخِلِن‌زانگ (به هلندی: Vogelenzang) یک منطقهٔ مسکونی در هلند است که در بلومن‌دال واقع شده‌است. فوخلن‌زانگ ۲٬۲۲۸ نفر جمعیت دارد.
واژه فوخِلِن‌زانگ به زبان هلندی به معنای آواز پرنده است.